# Scelio nakhlensis
Scelio nakhlensis är en stekelart som beskrevs av Hermann Priesner 1951. Scelio nakhlensis ingår i släktet Scelio och familjen Scelionidae. Inga underarter finns listade i Catalogue of Life.